# Ravna Gora (Primorje-Gorski Kotar)
Pour les articles homonymes, voir Ravna Gora.
Ravna Gora est un village et une municipalité située dans le comitat de Primorje-Gorski Kotar, en Croatie. Au recensement de 2001, la municipalité comptait 2 724 habitants, dont 97,83 % de Croates et le village seul comptait 1 869 habitants.

## Localités
La municipalité de Ravna Gora compte 6 localités :
- Kupjak
- Leskova Draga
- Ravna Gora
- Stara Sušica
- Stari Laz
- Šije